# NGC 7144
NGC 7144 este o galaxie situată în constelația Cocorul. A fost descoperită în 30 septembrie 1834 de către John Herschel. Se află la o distanță de 24,43 de megaparseci de Pământ.